# 富山城 (備前国)
富山城（とみやまじょう）は、岡山県岡山市北区にあった戦国時代から安土桃山時代にかけての日本の城。

## 概要と沿革
岡山市街の北西に位置する標高131.3メートルの矢坂山上にある連郭式の中世山城である。
古代には吉備津彦命が山陽道に派遣された際に陣を構えた伝承が残る。
仁和元年（885年）に富山重興がここに築城したことに始まる。富山氏は今日の矢坂山の頂上部（小字）を富山と称しここに居住して富山姓を名乗ったことに始まると言われる。
応仁元年（1467年）富山長頼は松田元隆の攻城を受けて自害し富山氏は滅亡した。元隆はこの城を改修し居城した。文明15年（1483年）元隆の子・元成は居城を金川城に移し、元成の弟・親秀が城主となった。親秀の没後は松田氏の重臣・横井土佐守が居城した。
松田氏は当初、浦上氏との競り合いを続けていた。やがて浦上宗景の麾下であった宇喜多直家が台頭し、宇喜多氏とも争うようになった。永禄11年（1568年）金川城は直家により落城し金川城主の元賢は討ち取られた。本城の落城と同時に富山城も落城し、金川城に居て身動きが取れずに居たこの時の富山城主である松田元脩（元賢の弟）は金川城からの脱出に成功するものの既に自らの居城は直家の手に落ちており、止む無く備中へと逃げ延びる。
富山城には直家の弟・忠家が城主となり、西の丸・東出丸を築き城を拡張した。慶長4年（1599年）宇喜多家中で内紛が起こると、忠家の子で城主となっていた詮家（後の坂崎直盛）は城を捨て大坂に出奔した。関ヶ原の戦いで宇喜多氏は西軍主力として戦い敗れたため、備前国には小早川秀秋が入封した。入封翌年の慶長6年（1601年）頃、富山城は廃城となったものと思われる。なお、岡山城石山門（戦災で焼失）はこの城の大手門を移築したものであると伝えられている。
現在、城址には土塁、石塁、堀切、曲輪跡が確認できる。

## 所在地
- 岡山県岡山市北区矢坂東町及び、矢坂本町

## アクセス
- JR西日本 吉備線（桃太郎線）大安寺駅より約2キロメートル。